# Blanco perla
Blanco Perla es el nombre del tercer álbum de estudio del cantante puertorriqueño Cosculluela. Fue lanzado al mercado el 14 de octubre de 2016 por Warner Music Latina y Rottweilas. Cuenta con las colaboraciones de artistas como Daddy Yankee, Nicky Jam, Farruko, Arcángel, De La Ghetto, Luigi 21 Plus, entre otros.
Contiene los sencillos «La boda» junto a Kendo Kaponi y O'Neill, «Manicomio», entre otros.

## Lista de canciones
| N.º   | Título                                          | Duración |  |
| 1.    | «Intro»                                         | 1:43     |  |
| 2.    | «Legendario» (con O'Neill)                      | 3:36     |  |
| 3.    | «A dónde voy» (con Daddy Yankee)                | 4:08     |  |
| 4.    | «Manicomio»                                     | 3:48     |  |
| 5.    | «Brujería» (con Luigi 21 Plus y Ñejo)           | 4:06     |  |
| 6.    | «Romantik boom»                                 | 3:03     |  |
| 7.    | «Si me dices que sí» (con Nicky Jam)            | 4:36     |  |
| 8.    | «Conciencia» (con Kendo Kaponi)                 | 1:30     |  |
| 9.    | «No la cruces» (con Tempo y Farruko)            | 4:30     |  |
| 10.   | «Hola beba»                                     | 4:38     |  |
| 11.   | «La boda» (con Kendo Kaponi y O'Neill)          | 5:51     |  |
| 12.   | «Cuchi, cuchi»                                  | 3:28     |  |
| 13.   | «Triste recuerdo» (con Arcángel y De La Ghetto) | 4:29     |  |
| 14.   | «Black ops»                                     | 4:19     |  |
| 15.   | «Me tienen odio»                                | 2:46     |  |
| 16.   | «Te busco (Bonus Track)» (con Nicky Jam)        | 3:54     |  |
| 60:26 |                                                 |          |  |